# Pont-à-Vendin
Pont-à-Vendin (niederländisch Wendenbrugge) ist eine französische Kleinstadt mit 3099 Einwohnern (Stand: 1. Januar 2022) im Département Pas-de-Calais in der Region Hauts-de-France. Sie gehört zum Arrondissement Lens sowie zum Kanton Wingles und ist Mitglied im Gemeindeverband Lens-Liévin.

## Geographie
Pont-à-Vendin liegt wenige Kilometer nordöstlich von Lens an der kanalisierten Deûle. Umgeben wird Pont-à-Vendin von den Nachbargemeinden Meurchin im Norden, Estevelles im Osten, Annay im Süden sowie Vendin-le-Vieil im Westen. 

## Geschichte
Bereits im Mittelalter hatte der Ort eine strategische Bedeutung, als hier eine Brücke über die Deûle errichtet wurde. 
Später wurde hier auch Kohle abgebaut.

## Bevölkerungsentwicklung
| Jahr                       | 1962 | 1968 | 1975 | 1982 | 1990 | 1999 | 2006 | 2011 | 2020 |
| Einwohner                  | 3383 | 3458 | 3368 | 2882 | 2803 | 2899 | 3103 | 3122 | 3116 |
| Quellen: Cassini und INSEE |      |      |      |      |      |      |      |      |      |

## Sehenswürdigkeiten
- Kirche Saint-Vaast aus dem 18. Jahrhundert

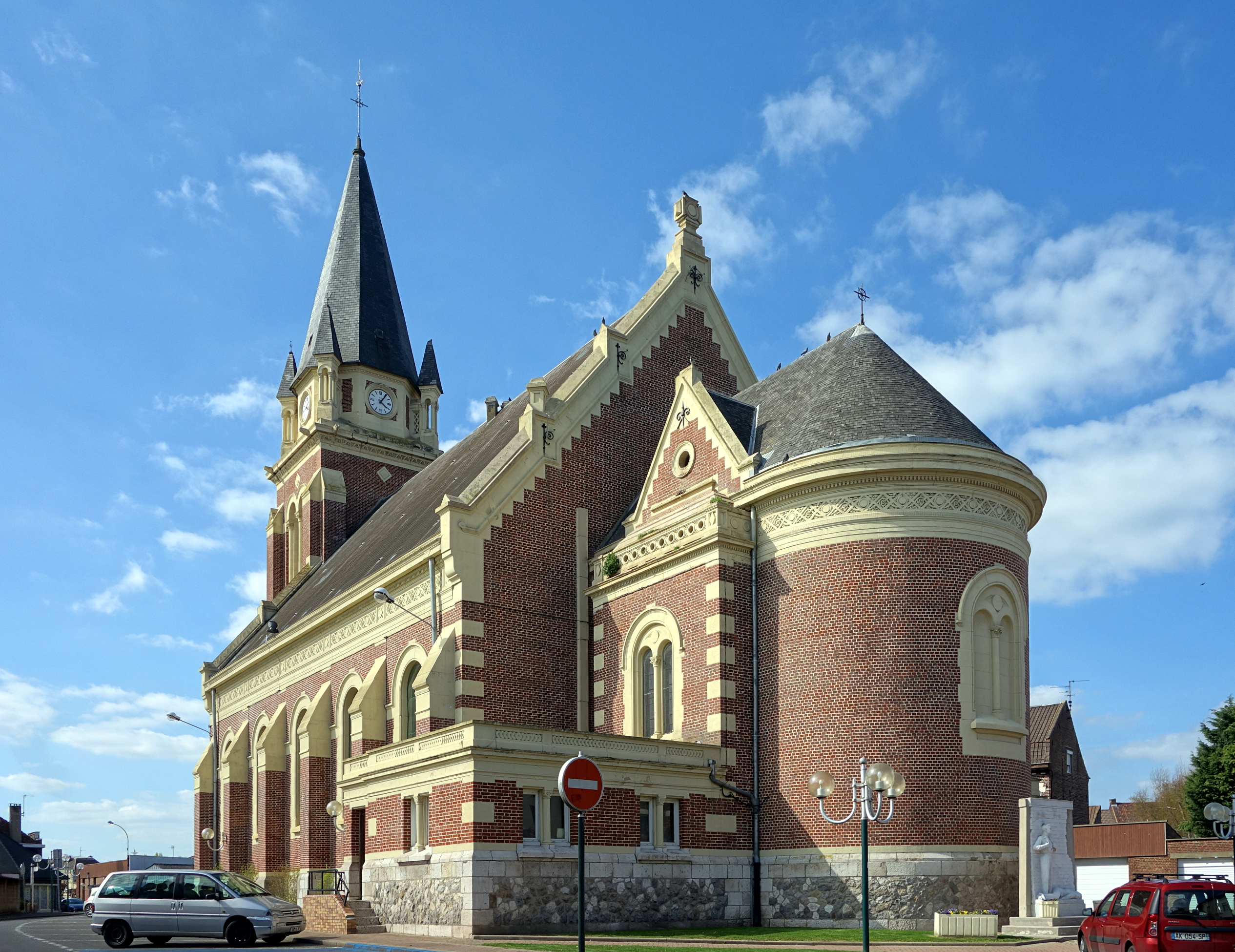
Kirche Saint-Vaast

- deutscher Soldatenfriedhof

## Gemeindepartnerschaft
Mit der san-marinesischen Gemeinde Faetano besteht seit 2014 eine Partnerschaft.

## Persönlichkeiten
- Giovanni Francesco Ugolini (* 1953), san-marinesischer Politiker